# دونالد إتش فرو
دونالد إتش فرو (بالإنجليزية: Donald H. Frew)‏ هو كاتب أمريكي، ولد في 11 مايو 1960 في لونغ بيتش في الولايات المتحدة.